# Acanthonevra uncinata
Acanthonevra uncinata är en tvåvingeart som först beskrevs av Erich Martin Hering 1938. Acanthonevra uncinata ingår i släktet Acanthonevra och familjen borrflugor.
Artens utbredningsområde är Myanmar. Inga underarter finns listade i Catalogue of Life.